# ルイス・クラーク探検隊

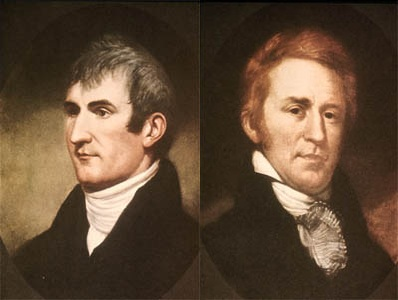
ルイスとクラーク

ルイス・クラーク探検隊（ルイス・クラークたんけんたい、英語名:Lewis and Clark Expedition）は、アメリカ陸軍大尉メリウェザー・ルイスと少尉ウィリアム・クラークによって率いられ、太平洋へ陸路での探検をして帰還した白人アメリカ人で最初の探検隊である。探検隊は発見隊（はっけんたい、英語名:Corps of Discovery）としても知られる。

## 背景
アメリカ合衆国第3代大統領トーマス・ジェファーソンは、長らく探検隊のようなものを結成する思案があった。1785年から1789年までフランスの外交使節を務めていた間、太平洋北西部への探検計画を数多く聞いていた。また1785年ジェファーソンは、聞いたところによればフランスのルイ16世が単なる科学的調査のためにその周辺地域へ使節団を送ることを計画していると耳にした。ジェファーソンは当初疑っていたが、ジョン・ポール・ジョーンズによる証言でうわさは間違いの無いものであると確証された。しかしどちらの計画も、1788年にボタニー湾を出港した後、悪天候によって難破し失敗に終わった。1786年、太平洋北西部へジェームズ・クック船長と共に航海をした経験のあるジョン・レッドヤードは、シベリアを歩いて横断し、ロシアの毛皮貿易船に乗って海を渡り、アメリカ大陸をそのまま歩いて横断して議会議事堂まで探検する計画をジェファーソンに打ち明けていた。レッドヤードも同じくアメリカ出身であったため、ジェファーソンはそれを聞き大いに彼の成功を望んだ。ところがレッドヤードの計画はシベリアまでは成功していたものの、その後ロマノフ朝第8代ロシア皇帝エカチェリーナ2世の命令で逮捕され、ポーランドまで国外追放されてしまった。
ジェファーソンはその後探検隊の結成に着手した。彼は個人秘書を務めていた、メリウェザー・ルイス大尉を探検隊隊長とする草稿を議会に提出し、結果支持された。そのためジェファーソンはルイスを正式に探検隊の隊長に任命し、ルイス宛に送った1803年6月20日付けの通知書では、
「貴殿の任務は、ミズーリ川とその主流にかかる沿道、さらにコロンビア川、オレゴン川、コロラド川ほか太平洋との連絡水路を探索し、大陸を最も短い距離で横断、かつ通商を行う目的で通行できる陸路を発見すること」
と指示した。

### ルイジアナ買収と西部探検隊

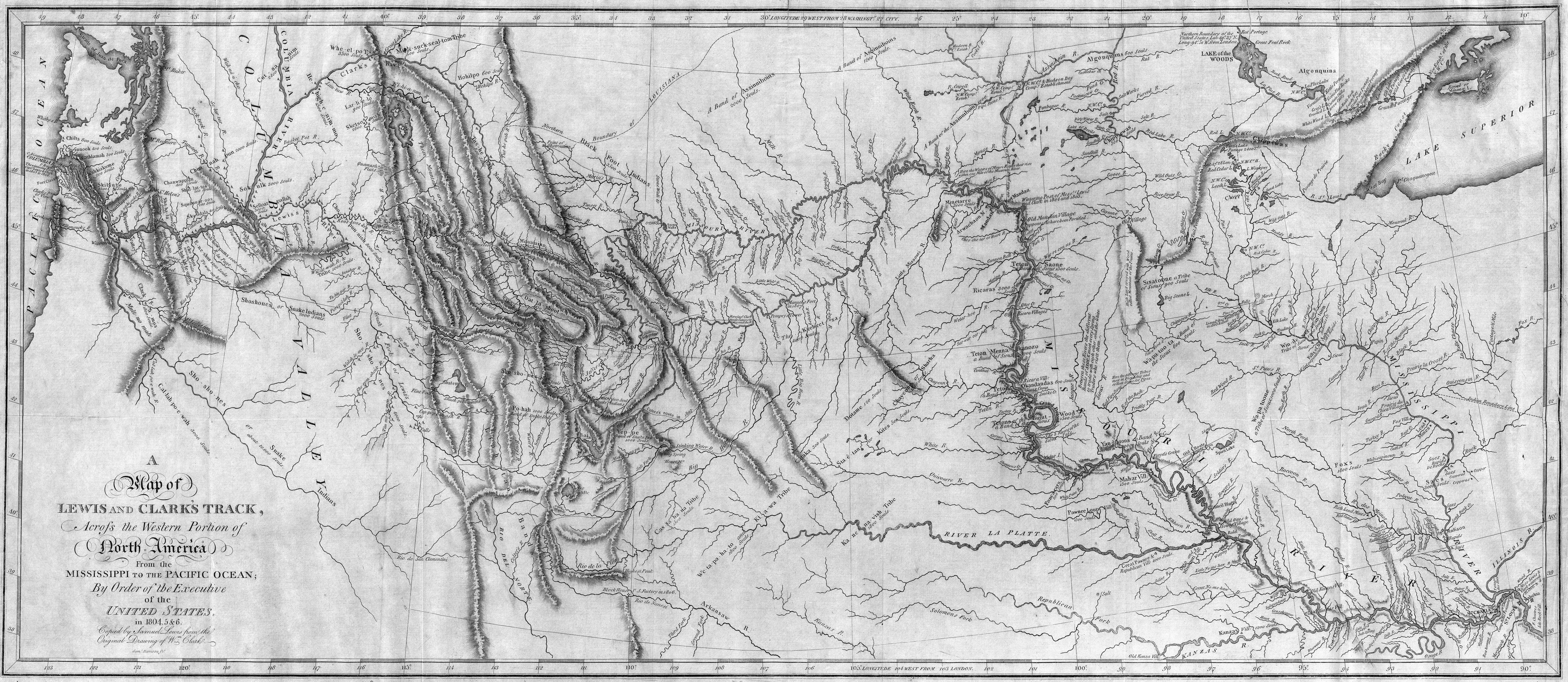
ルイス・クラーク探検団の有名な地図。その当時のアメリカにおいて、コロンビア川、ミズーリ川との水源とロッキー山脈との関係を正確に描写し、アメリカ北西部の地図を改正させた。

1803年に行われたルイジアナ買収は、西海岸への拡張開拓の関心を刺激した。購入が行われた数週間後、西部開拓の主唱者であり大統領となったジェファーソンは、議会へ探検に充てる2500ドルの資金を「西部の海洋までも探検するために、理解ある10人から12人程の役人に送る」ようにさせた。当時彼らは既に定着していたイギリス人やフランス系カナダ人のハンターや罠猟師間で発展の可能性がある衝突を憂慮すると共に、アメリカ・インディアン諸部族、植物学、地理学、西部地形やその地域の野生動物についても研究していた。北アメリカ大陸においてルイス・クラーク探検隊は北アメリカを横断した最初の団体ではなかったが、1793年にカナダからメキシコ（ほぼ）の北、コースト山脈より太平洋へ渡った最初のヨーロッパ白人である、アレグザンダー・マッケンジーの探検隊からおよそ10年後に結成されたものであり、アメリカ主導で最初に太平洋にたどり着いたアメリカ白人の探検隊である。
その後探検隊の発足が正式に決定し、ジェファーソンはメリウェザー・ルイス大尉を探検隊を率いる隊長に選出して以後は「発見隊」として知られることになった。ルイスはその後相棒としてウィリアム・クラークを選んだ。合衆国陸軍官僚による承認の遅延が原因で、その当時クラークは公式には少尉の階級にしか就くことができなかったが、ルイスは隊員にそれを隠し、クラークも共に「大尉」と称して常にリーダーの地位を分かち合ったという。

## 行程
ジェファーソンが手紙で指示した通りに、クラークは探検の準備をした。クラークは2つの大型バケツとそれより小さいサイズの5つのバケツ一杯の塩、大量の乾燥豚肉、そして薬を購入した。
当初33人の隊員で構成されていた探検隊は、現在のイリノイ州ハートフォードに近いキャンプ・デュボワを出発し、1804年5月14日よりその歴史的探検を開始した。その後すぐにミズーリ州セントチャールズでルイスと落ち合い、およそ40人になった隊員達がミズーリ川西方に沿って行った。まもなくして、ミズーリ川沿いの最後の白人入植地であった、ラ・シャレットを過ぎた。探検隊はミズーリ川に沿って進み、現在のミズーリ州カンザスシティやネブラスカ州オマハを通った。
1804年8月20日、発見隊は急性虫垂炎と見られる症状で軍曹チャールズ・フロイドの死を経験することになる。彼は現在のアイオワ州スーシティ近隣である、フロイド・ブラフに埋葬された。8月の最終週の間、ルイスとクラークはヘラジカ、鹿、バッファローやビーバーがいっぱいに群がる、グレートプレーンズの端に辿り着いた。そして彼らは同時にスー族の領域に足を踏み入れてもいた。
彼らが遭遇した最初のインディアンであるヤンクトン・スー族（ナコタ族）は、ミズーリ川沿い西遠方の同属部族、テトン・スー族（ラコタ族）よりも穏健なインディアン部族であった。ヤンクトン・スー族はルイスとクラークから贈り物として受け取った5つのメダルに満足しなかったが、隊員へ川の上流にいるテトン・スー族には警戒するよう告げた。その後上流でテトン・スー族に遭遇するが、彼らは敵意を示しつつも同じくメダルの贈り物を受け取った。酋長の一人は彼らの領域を通り抜けるために支払う代価として、探検隊にボートを一つ要求した。彼らは次第に険悪になったため、探検隊は戦う覚悟をしたが、戦いが始まる直前になって、双方は互いに後退し退却した。戦わずに事を済ませた一行は、マンダン族の領土で冬が訪れて旅を一時中断するまで、手早く西方（ミズーリ川上流）へ旅を続けた。

### サカガウィアとの出会い

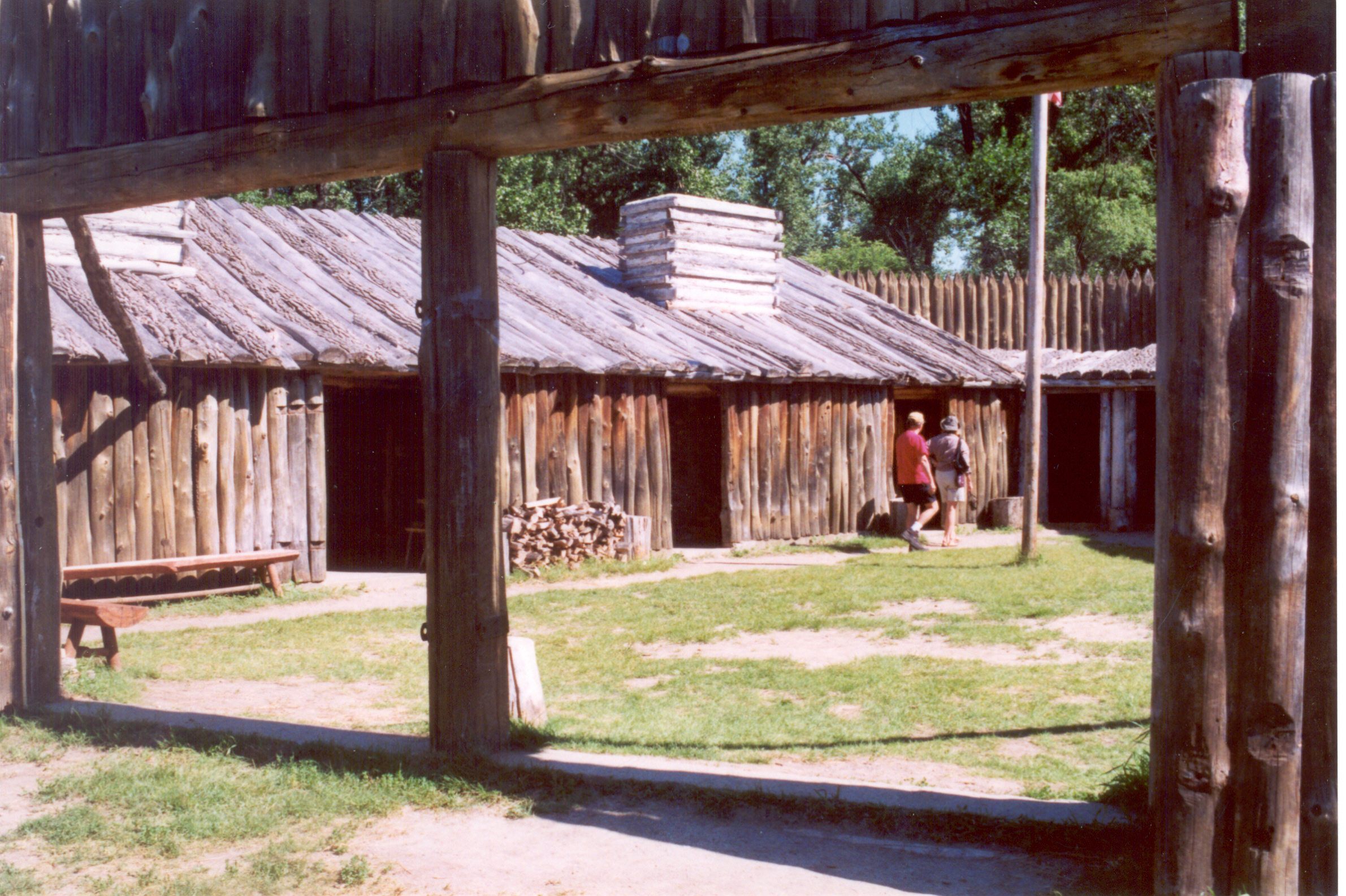
マンダン砦の再現展示

1804年から1805年を跨いだ冬の間、一行は現在のノースダコタ州ウォッシュバーンの近隣のマンダン族の集落のそばに、フォート・マンダン（マンダン砦）という砦を建設した。ある日猛烈な嵐が一行を襲い、食べ物も無いまま小屋に閉じ込められる羽目になった。その時、ショーショーニー族インディアンの娘、サカガウィアと、その夫であるフランス系カナダ人のトゥーサン・シャルボノーが一行に加わり、魚を持ち寄って飢えた隊員達の命を救った。不幸にも隊員達は、魚には不慣れで食べた後具合が悪くなってしまうも、皆回復した。サカガウィアは、自身らが食べ物と金や宝石類を交換するため、西部遠方から赴いたショーショーニー族である（彼女は酋長の妹であった）ことを隊員達に話した（この時代ではよく起きていたが、彼女は幼い頃ヒダーツァ族に奴隷として連れられた。後の旅路で実兄と再会することになる）。彼女は西部へ向かった一行が遭遇するインディアン諸部族の言語にある程度通じており、通訳として隊員達を助けた。この1804年から1805年の冬にサカガウィアはシャルボノーとの間にできた息子、ジーン・バプティスト・シャルボノーを出産する。探検隊にはそれまで女性も乳児もいなかったため、サカガウィアとその赤ん坊は、その後の諸部族間との関係を和らげる助けとなった。

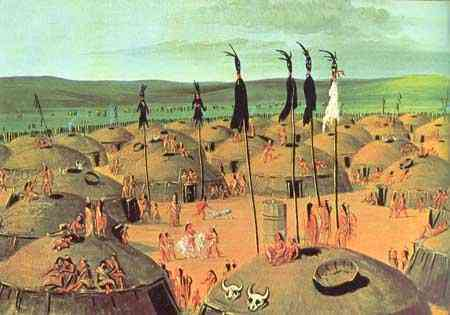
当時のマンダン族の村（ジョージ・カトリン画、1833年）

1805年4月、探検隊員のうちの数人が「帰還隊」としてマンダン砦から郷里へ戻された。ルイス・クラーク探検隊が発見した事柄について述べた報告書によれば、彼らは全部で108個の植物標本（なかには生きた動物も含まれている）、68個の鉱物標本、そしてクラークのアメリカ合衆国地図を含む資料を持ち帰った。他の標本は定期的にジェファーソンに送り返され、その中にはジェファーソンが箱を受け取った際も生きたままであったプレーリードッグもいた。

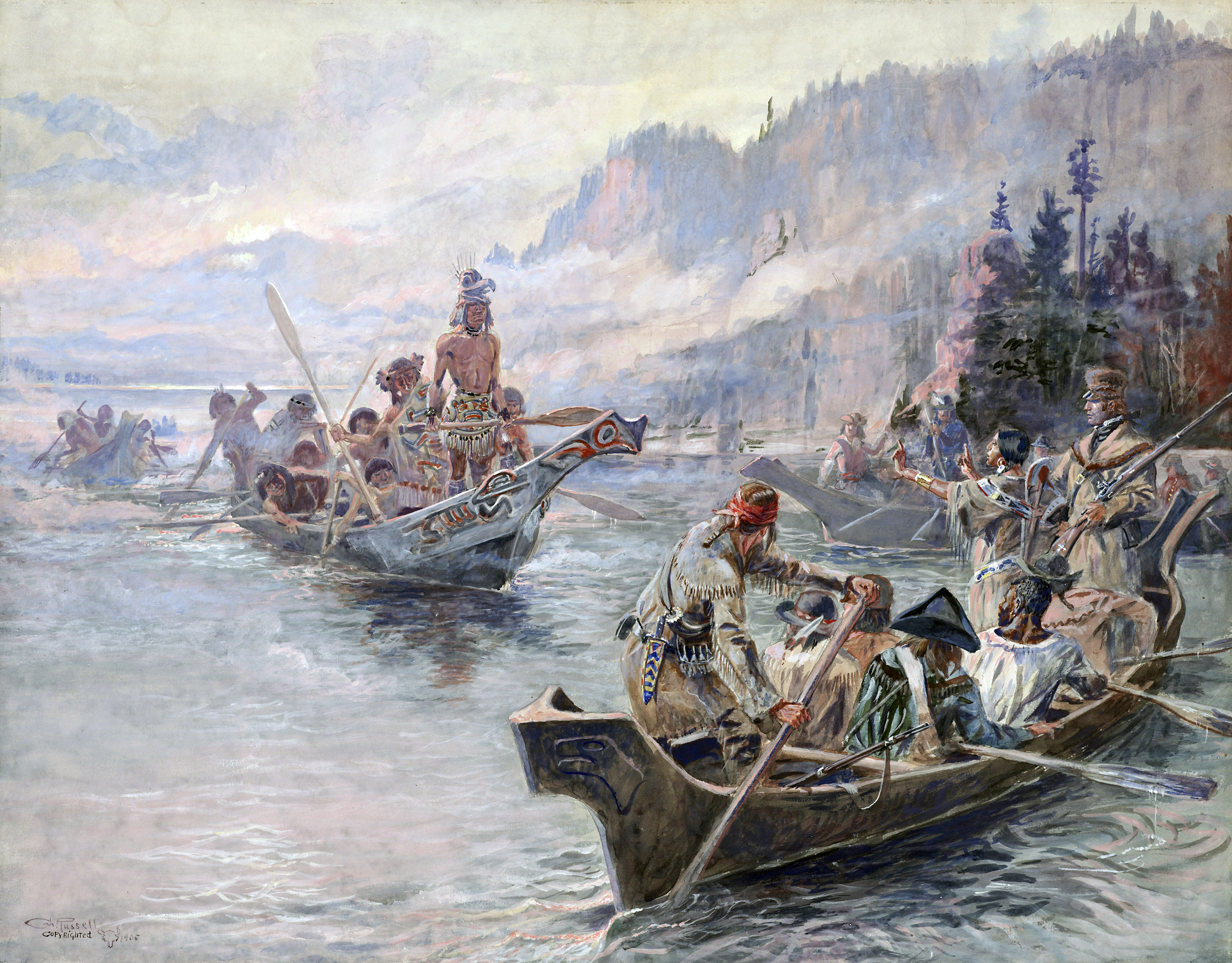
「コロンビア川下流のルイス・クラーク探検団」の想像図（C・M・ラッセル作）

探検隊はミズーリ川と平行して川の源流まで進行し続け、馬を介してレミ峠のロッキー山脈分水嶺を渡った。カヌーの上で、隊員はクリアウォーター川、スネーク川、コロンビア川に接する山を下り、セリロ滝や現在のオレゴン州ポートランドを通り過ぎた。この時点で、ルイスはかなり海に近接していることで有名な山であるフッド山を発見した。クラークは松の大木に、
「ウィリアム・クラーク　1805年12月3日、1804年から1805年合衆国より陸路でここに至る」
と彫っている。
クラークは日記に、「海が見える！おお！喜びが！（Ocian in view! O! The Joy!、Oceanが正しいが原文ではOcianとなっている）」。ある日記の導入部には、「大南洋または太平洋へ流れるコロンビア川入り口の失意の岬（Cape Disappointment）」という見出しもあった。この頃、探検隊は旅路で2番目の冬を迎え、隊員達はコロンビア川の北側か南側のどちらで野営するか投票して決めた。結果として隊は川の北側（現オレゴン州アストリア）に野営をすることで合致し、越冬宿舎としてフォート・クラットソップという野営地を建てた。そこで冬を越す間、隊員達は帰還の準備のため海水を煮立てて塩を精製した他、ヘラジカなどの野生生物を狩り、インディアン達と互いに交流するなどしていた。この1805年から1806年にかけての冬はかなり厳しいものであったため、食用に適した食物を見つけるのが困難な時期を過ごした。驚くべきことに、隊員達は太平洋に多く生息していた鮭を食べなかった。
探検隊は出発地へ帰還する折り返しの旅を1806年3月23日に開始した。帰還する途中、ルイスとクラークはインディアン達から買い上げた4つの丸木舟と、以前に盗難に遭ったボートの「報復」と称して盗んだ1艘の船を使用した。しかしフォート・クラットソップを出発して1か月も満たないうち、滝周辺の陸上を運ぶのが極めて困難であると判断したため、丸木舟を遺棄してしまった。

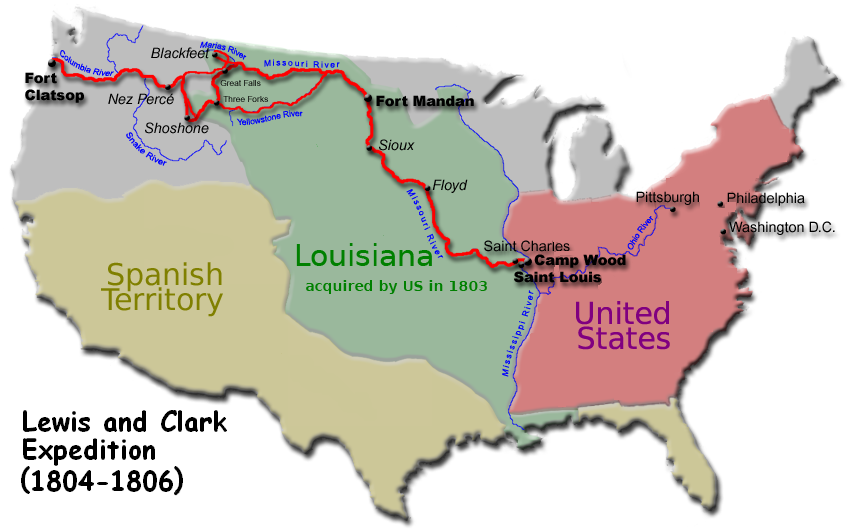
探検の行路

ロッキー山脈分水嶺を横断後の同年7月3日、隊はルイスがマリアス川を探索できるよう2つに分割された。ルイス率いる4人の分隊は、その後ブラックフット族と出会った。彼らとの接触は当初好意的なものであったが、夜間にブラックフット族が隊の武器を盗み取ろうとしたことが明るみに出た。このことが発端となった争いで、2人のブラックフット族が死亡し、死は全て隊のせいであると非難された。その後ルイス、ドロイヤールとフィールド兄弟の4人の隊は、次のキャンプまで両日中に160キロメートル（100マイル）逃避した。一方でクラークの隊は、クロウ族の領土に足を踏み入れていた。クロウ族は「馬盗み」でよく知られていた。ある晩、クラークの隊の馬は全ていなくなり、一人のクロウ族も見当たらなかった。その後ルイスとクラークは8月11日にイエローストーン川とミズーリ川の合流地点に達するまで、別々で行動していた。クラークの隊は牛皮舟を利用して川を下っていた。双方の隊が再会した際、片目が盲目でもう片方の目も近眼であったクラークの隊のハンター、ピエール・クルザットがルイスをヘラジカと見間違えて発砲し、ルイスは腿を負傷した。そこから、一行は再び合流しミズーリ川に沿って手早く帰路につくことができた。そして1806年9月23日、遂に探検隊は出発地であるセントルイスへ到着したのである。
発見隊は真新しい合衆国の領土とそこに住んでいる人々、さらには領地に広がる川や山など、多くの重要な情報を持って帰ってきた。また探検隊は、北アメリカ大陸の地図作成にも偉大な貢献をした。

## スペイン側の反応
当時北アメリカ大陸に散在していたスペイン人は、アメリカが西部まで手を伸ばすことには反対であった。東側沿岸部に集中していた合衆国の手が太平洋沿岸まで及べば、その影響力は強大になることが必至だったためである。
探検隊が結成される直前の1803年12月8日、ルイスはルイジアナ北方の総督であったスペイン人、カルロス・デホルト・ドラッサスと面会した。その当時周辺は正式にはフランスによって統治されていなかったため、依然としてスペイン人が統治したままであった。ドラッサスはフランスが正式に合衆国側に領土を譲渡するまで、ルイスと探検隊がミズーリ川周辺を通行するのを拒んだ。そこでルイスは年内にミズーリ川へ向かうのは時期的にも遅く、また旅の準備が必要であることから、セントルイスで越冬することを提案した。しかしルイスが探検隊の目的は、単純にミズーリ川周辺域の科学的調査のためであると主張したにもかかわらず、ドラッサスは上層部へルイスはかなり有能な人物であり、太平洋まで進行することは疑う余地がなく、合衆国の西部進行はスペイン側にとって脅威となるだろうと報告した。
その後オハイオ州シンシナティに滞在していた際、ルイスはジェファーソンに宛て、当初サンタフェへ向かうこと計画していたと書いている。ところがジェファーソンは、ルイス率いる探検隊はミズーリ川を遡るよりセントルイスで冬を待った方がよいと考えていた。これはルイスがセントルイスで価値ある情報を入手し、且つそこにある軍の備品から必需品を引き出すことができると考えていたためだ。さらにジェファーソンはスペイン人がどれ程彼らの金銀鉱山に敏感であるか、また先方がルイスにサンタフェへ行かぬよう直接命令を発するだろうことも知っていた。そのためジェファーソンはこのルイスの判断に疑問を呈していた。しかしジェファーソンの心配むなしく、既にルイスはサンタフェへ向かうため時間を費やすよりも、春までに探検隊の出発の準備を整えるため、冬期間にセントルイスへ滞在して充分な備えを行うことで決定を下していた。
この決定が下された事実には様々な政治的理由があった。一つには、探検隊がスペインの領土外で滞在することが必須だったことが上げられる。ジェファーソンはルイスに、当時敵対していたスペインの領土には進行しないよう告げていた。より高緯度に留まることで、探検隊はスペインの領土を渡るのを避けられたのである。
この時代は1800年のサン・イルデフォンソ条約で、スペインがフランスにルイジアナを割譲する状況下に置かれていた。これはナポレオンがカナダとアメリカ合衆国を征服するため、ルイジアナを一つの拠点とする目的で領土割譲をスペインに要求したものであった。またスペイン側は、当時東側に集中していた合衆国と西側のメキシコ北方にある多くの鉱山との間を遠ざける緩衝地帯として、北アメリカ大陸中央部を占めるルイジアナをできるだけ占領し続けておきたい意図があった。
ルイス・クラーク探検隊が出発した後、探検隊の計画を阻むためにスペインは少なくとも4つの特別任務隊を派遣した。探検隊がショーショーニー族の野営地に滞在している頃、隊はスペイン人の入植地から10日程の距離まで近づいていることは知らされていた。この警告はルイスとクラークがスペイン人から離れる手助けとなったが、探検隊が帰還するまで、彼らはスペイン人が探検隊の進行を阻止する目的で隊を送っていたことは知らなかった。
スペイン側がこうした隊を送ったのは、スペインのスパイとなった合衆国の反逆者から情報を得る目的もあった。例として、将軍ジェームス・ウィルキンソンはアメリカ合衆国陸軍の指揮官であったと同時に、スペイン政府からも雇われていた。1804年3月、彼はマドリードへ通告を送り、ルイス・クラーク探検隊の目的は太平洋までを旅することであるとスペイン政府へ伝達していた。

## 功績

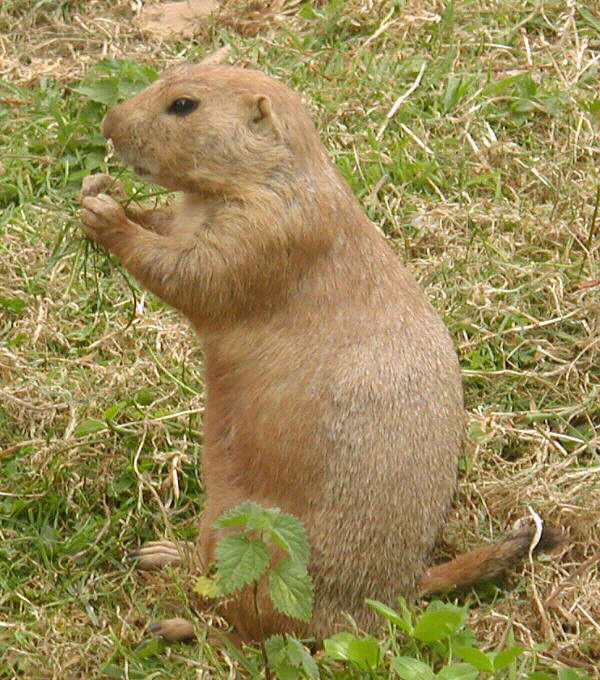
オグロプレーリードッグ。

- 合衆国は主な河川と連なる山脈を表した地図で、アメリカ西部の地理に関する広範囲に渡った知識を獲得。
- 全178種に及ぶ植物と、122の動物の種・亜種を観察および描写した記録。
- 西ヨーロッパ・アメリカ間の毛皮貿易を奨励。
- インディアンを含めたヨーロッパ・アメリカ間の外交を解禁。
- 軍の西部探査の前例を確立。
- 合衆国によるオレゴン準州領土の要求を強化。
- 合衆国政府とメディアが西部へ焦点を当てるようになる。
- 西部についての文学の主要部を産出（ルイスとクラークの日記）。

## 探検隊員
- メリウェザー・ルイス大尉：トーマス・ジェファーソン大統領個人秘書、ルイス・クラーク探検隊隊長
- ウィリアム・クラーク大尉：探検隊大尉・指揮官、議会の正式な承認では砲兵隊少尉。
- ヨーク：クラークの黒人使用人。旅の労苦を供にしたが、報酬は無かった。
- チャールズ・フロイド軍曹：探検隊第四級指揮官。探検早期に逝去。悔しくも、探検隊の旅路で唯一死亡した人物である。
- パトリック・ガス軍曹：主任大工。フロイドの死後軍曹へ昇格。
- ジョン・オードウェイ：食糧供給、監視任務、探検記録責任者。
- ナサニエル・ヘイル・プライヤー：第一分隊リーダー。ジョン・コリンズとヒュー・ホールの軍法会議で議長を務める。
- リチャード・ウォーフィントン伍長：1805年にセントルイスへ帰還した隊を指揮。
- ジョン・ボーリー：キャンプ・デュボワで懲戒、帰還隊に任命される。
- ウィリアム・E・ブラットン：ハンター、蹄鉄工として参加。
- ジョン・コリンズ：規律上常習的に問題を起こす。護衛に配られたウィスキーを盗み軍法会議にかけられる。
- ジョン・コルター：ブラックフット族に捕まるも脱走に成功。後にイエローストーン川水源を発見したことで有名になる。
- ピエール・クルザット：隻眼のフランス人。バイオリン奏者、ボート船頭。
- ジョン・ダーム
- ジョセフ・フィールド：熟練した狩人。ルーベンとは兄弟の間柄。
- ルーベン・フィールド：熟練した狩人。ジョセフとは兄弟の間柄。
- ロバート・フレイザー：日記を書くも出版されず。
- ジョージ・ギブソン：バイオリン奏者、ハンター。通訳として活躍（手話を使用したと思われる）。
- シラス・グッドリッチ：探検隊の主任漁夫。
- ヒュー・ホール：ウィスキーを盗み飲みした罪でジョン・コリンズと共に軍法会議にかけられる。
- トーマス・プロクター・ハワード：フォート・マンダンは簡単に登れるとして、インディアン達に実際に壁をよじ登って見せ、「悪例」を示したとして軍法会議にかけられる。
- フランソワ・ラビシュ：フランス人毛皮貿易商。通訳とボートの漕ぎ手を務めた。
- ヒュー・マクニール：ミズーリ川とロッキー山脈分水嶺の源流を、最初に跨いで立った白人探険家。
- ジョン・ニューマン：「非常に犯罪的な表現を繰り返し発し、反抗的な性格」のため、軍法会議にかけられ、禁固に処された。
- ジョン・ポッツ：ドイツ移民。製粉業者であった。
- モーゼス・B・リード：1804年8月に隊からの脱走を試みる。逃亡が有罪とされ、隊から追放された。
- ジョン・ロバートソン：短期間のみ探検隊員であった。
- ジョージ・シャノン：探検で2度も迷子に。16日間失踪したこともあった。
- ジョン・シールズ：蹄鉄工、鉄砲鍛冶、熟練した大工。ジョン・コルターとともに、反逆のため軍法会議にかけられる。
- ジョン・B・トンプソン：測量技師としての経験があったと思われる。
- ハワード・タン：ハンター、航海士。
- エベネザー・タトル：1804年6月12日に帰還した人物、または1805年にフォート・マンダンからの帰還隊の一員とみられる。
- ピーター・M・ウェイザー：デュボワ川で些細な問題を起こす。探検隊の終身メンバーであった。
- ウィリアム・ワーナー：探検隊が出発して間もない、ミズーリ州セントチャールズでは不在だったことで罪に問われる。
- アイザック・ホワイト：1804年6月12日に帰還した人物、または1805年にフォート・マンダンからの帰還隊の一員とみられる。
- ジョセフ・ホワイトハウス：隊員の服の仕立て屋として活動。探検隊の物語を5か月ほど拡張した日誌をつけていた。
- アレクサンダー・ハミルトン・ウィラード：蹄鉄工。ジョン・シールズの助手。見張り番をしていた際に居眠りをした罪に問われ、1804年6月12日に100回の鞭打ち刑に処された。
- リチャード・ウィンザー：度々ハンターの義務を請け負った。
- トゥーサン・シャルボノー：サカガウィアの夫。通訳者、時にコックを務めた。
- サカガウィア：シャルボノーの妻となったインディアン娘。シャルボノーにショショーニ語をヒダーツァ語へ訳すなど、探検隊に多大な貢献をした隊員である。
- ジーン・バプティスト・シャルボノー：シャルボノーとサカガウィアの息子。1805年2月11日に生まれる。彼の存在は軍隊であった探検隊という観念を一掃する一助となり、インディアンが住む土地の行く手を落ち着かせた。
- ジョルジュ・ドロイヤール：インディアンの「指言葉（手話の一種）」に精通。また探検隊の中でも一番有能なハンターであった。
- 「シーマン」：ルイスが飼っていた黒いニューファンドランド犬。